# 人口寄与危険度
人口寄与危険度（じんこうきよきけんど）とは疫学における指標の1つであり、「集団寄与危険度」とも呼ばれ、集団全体と非暴露群における疾病の頻度の差。集団全体の発生率から非暴露群の発生率を引いたものであり、人口集団における暴露効果の影響の強さを示すことが出来る。
|          | 疾病あり | 疾病なし | 計  |
| -------- | -------- | -------- | --- |
| 暴露あり | A        | B        | A+B |
| 暴露なし | C        | D        | C+D |
| 計       | A+C      | B+D      | T   |

{\displaystyle R={\cfrac {A+C}{A+B+C+D}}-{\cfrac {C}{C+D}}}
R:人口寄与危険度